# A-30-as autópálya (Spanyolország)
Az A-30 (ismert még mint Autovía A-30 vagy Autovía de Murcia) egy 190 km hosszúságú autópálya Spanyolországban Albacete és Cartagena között.

## Története
Az autópályát több részletben adták át 1976 és 2001 között.
| Szakasz | Autópálya-név | Útvonal                                      | km   | Megnyitás éve |
| ------- | ------------- | -------------------------------------------- | ---- | ------------- |
| 1       | A-30          | Albacete-El Puerto bejárat                   | 37,7 | 2001          |
| 2       | A-30          | El Puerto bejárat – Einfahrt Nava de Campaña | 25,7 | 2000          |
| 3       | A-30          | Nava de Campaña bejárat -Venta del Olivo     | 24,4 | 2001          |
| 4       | A-30          | Venta del Olivo-Archena bejárat              | 31,2 | 1999          |
| 5       | A-30          | Archena bejárat-Murcia                       | 13,9 | 1990          |
| 6       | A-30          | Murcia nyugati kijárat                       | 11,3 | 1976          |
| 7       | A-30          | Murcia-Cartagena                             | 50,7 | 1993          |